# Notogomphus maathaiae
Notogomphus maathaiae – gatunek ważki z rodziny gadziogłówkowatych (Gomphidae).